# U-BT Cluj-Napoca
O Clube Esportivo Universitário Cluj-Napoca (romeno:Clubul Sportiv Universitatea Cluj-Napoca)   é um clube profissional de basquetebol situado na cidade de Cluj-Napoca, Roménia que disputa atualmente a Liga Romena, onde seus jogos como mandante são disputados no Ginásio Horia Demia com capacidade para 2.525 pessoas, e a Eurocopa, onde joga como mandante na BTarena com capacidade para 10.000 pessoas.

## Histórico de temporadas
| Temporada | Competição Doméstica | Competição Doméstica | Competição Doméstica | Competição Doméstica | Competição Doméstica | Competição Doméstica | Copa Romena       | Copa Romena | Competições Europeias | Competições Europeias |
| Temporada | Nível                | Liga                 | Pos.                 | TR.                  | PL.                  | Pós Temporada        | Copa              | Supercopa   | Liga                  | Resultado             |
| --------- | -------------------- | -------------------- | -------------------- | -------------------- | -------------------- | -------------------- | ----------------- | ----------- | --------------------- | --------------------- |
| 2011–12   | 1                    | Liga Națională       | 3                    | 20-8                 | 3-4                  | Semifinais           | Oitavas de finais |             | 3 EuroChallenge       | TR 1-5                |
| 2012–13   | 1                    | Liga Națională       | 7                    | 20-10                | 1-3                  | Quartas de finais    | Finalista         |             |                       |                       |
| 2013–14   | 1                    | Liga Națională       | 5                    | 17-9                 | 5-5                  | Semifinais           | Quartas de finais |             |                       |                       |
| 2014-15   | 1                    | Liga Națională       | 3                    | 16-8                 | 0-3                  | Quartas de finais    | Oitavas de finais |             |                       |                       |
| 2015-16   | 1                    | Liga Națională       | 3                    | 20-12                | 4-4                  | Semifinais           | Campeão           | Campeão     |                       |                       |
| 2016-17   | 1                    | Liga Națională       | 1                    | 24-4                 | 9-2                  | Campeão              | Campeão           | Campeão     | 4 Copa Europa         | TR 2-4                |
| 2017-18   | 1                    | Liga Națională       | 2                    | 23-10                | 5-3                  | Semifinais           | Campeão           |             | 4 Copa Europa         | QF                    |
| 2018-19   | 1                    | Liga Națională       | 2                    | 17-7                 | 4-3                  | Semifinais           | Semifinais        |             | 4 Copa Europa         | QF1 0-2               |
| 2019-20   | 1                    | Liga Națională       | 1                    | 15-3                 |                      |                      | Campeão           |             | 4 Copa Europa         | QF                    |
| 2020-21   | 1                    | Liga Națională       | 1                    | 23-3                 | 8-4                  | Campeão              | Semifinais        | Campeão     | 3 Liga dos Campeões   | QF                    |
| 2021-22   | 1                    | Liga Națională       | 1                    | 28-2                 | 9-1                  | Campeão              | Semifinais        | Campeão     | 3 Liga dos Campeões   | QF                    |
| 2022-23   | 1                    | Liga Națională       | 1                    | 30-4                 | 10-3                 | Campeão              | Campeão           | Campeão     | 2 EuroCopa            | TR 5-13               |
| 2023-24   | 1                    | Liga Națională       | 1                    | 34-0                 | 9-2                  | Campeão              | Campeão           |             | 2 EuroCopa            | QF                    |
| 2024-25   | 1                    | Liga Națională       | 2                    | 24-6                 | 9-2                  | Campeão              | Quartas de finais |             | 2 EuroCopa            | QF                    |

## Títulos
Liga Romena
- Campeão (10):1992, 1993, 1996, 2011, 2017, 2021, 2022, 2023, 2024, 2025
- Finalista (7):1959, 1962, 1991, 1994, 2006, 2008, 2010
- Medalha de Bronze (13): 1960, 1963, 1966, 1967, 1970, 1973, 1976, 1977, 1978, 1995, 1999, 2007, 2019

Copa da Romênia
- Campeão (6):1995, 2016, 2017, 2018, 2020, 2023
- Finalista (1):2006

Supercopa da Romênia
- Campeão (5):2016, 2017, 2021, 2022, 2023